# Iron Man match
Een Iron Man match is een wedstrijdtype binnen het professioneel worstelen waarbij worstelaars gedwongen worden om tot een bepaalde tijdslimiet door te gaan met de wedstrijd. 

## Regels
Iron Man matches kennen meestal dezelfde regels als elke andere professionele worstelwedstrijd, maar in plaats van dat de wedstrijd over is voordat de tijdslimiet is verstreken, gaat de match door, waarbij elke worstelaar probeert om zo veel mogelijk overwinningen te behalen (door pinfall, submission, count out of diskwalificatie) in die tijd. De worstelaar die de meeste overwinningen heeft wint.
Als de wedstrijd eindigt in een gelijkspel kan door elke worstelaar een "sudden death"-verlenging aangevraagd worden als een oplossing, die zowel geaccepteerd als afgewezen kan worden door een tegenstander of een hogere (op televisie) worstel-autoriteit.
Recentelijk (begin 2006?) zijn Iron Man Matches meestal ingekort tot 30 minuten, in plaats van de vroegere 60 minuten.

## Uitwerking
Vanwege de vooraf bepaalde tijdslimiet, verliest het publiek bij Iron Man matches vaak in het midden van de match zijn aandacht, waarbij veel actie plaatsvindt rond het einde. Vaak staan bij Iron Man matches de worstelaars aan het eind gelijk, of met slechts 1 punt voorsprong, zodat in de laatste minuten een worstelaar probeert te winnen of het gelijk te maken.
De Iron Man match vindt zijn oorsprong in de dagen van het klassieke worstelen in de jaren 40 en 50 waarbij worstelaars vaak een uur lang vochten voordat een uitkomst werd bepaald. In de tijd van de WWE's eerste Iron Man matches werd dit type worstelen zelden op televisie vertoond in de Verenigde Staten, vanwege de strikte tijdslimieten van televisiekanalen in verband met de uit te zenden reclame. Bij Japans worstelen is dit soort worstelen daarentegen juist vaak erg in trek. 

## Iron Man matches geschiedenis

### World Championship Wrestling
| Nr. | Match (duur)                                                | Titel                          | Score | Evenement, datum en locatie                    |
| --- | ----------------------------------------------------------- | ------------------------------ | ----- | ---------------------------------------------- |
| I   | Ricky Steamboat versloeg Rick Rude (30:00)                  |                                | 4–3   | Beach Blast 1992 20 juni 1992 Mobile (Alabama) |
| II  | Dustin Rhodes vs. Rick Rude leverde geen winnaar op (30:00) | WCW United States Championship | 1–1   | Beach Blast 1993 18 juli 1993 Biloxi           |

### World Wrestling Entertainment
In de WWE hebben een aantal Iron Man matches plaatsgevonden. Sommige van deze matches vonden plaats tijdens shows die niet op televisie werden uitgezonden. WWE Iron Man matches duren meestal 60 minuten, met een "sudden death"-verlenging als de deelnemers gelijkstaan wanneer de tijd op is.
| Nr. | Match (duur) | Titel                          | Score | Evenement, datum en locatie                          |
| --- | --- | ------------------------------ | ----- | ---------------------------------------------------- |
| I   | Shawn Michaels versloeg Bret Hart (c) (61:52)                                                                    | WWF Championship               | 1-0   | WrestleMania XII 31 maart 1996 Anaheim (Californië)  |
| II  | Triple H versloeg The Rock (c) (60:08)                                                                           | WWF Championship               | 6-5   | Judgment Day 21 mei 2000 Louisville (Kentucky)       |
| III | Brock Lesnar versloeg Kurt Angle (c) (60:00)                                                                     | WWE Championship               | 5-4   | SmackDown 18 september 2003 Raleigh (North Carolina) |
| IV  | Chris Benoit (c) versloeg Triple H (60:00)                                                                       | World Heavyweight Championship | 4-3   | Raw 26 juli 2004 Pittsburgh                          |
| V   | Shawn Michaels en Kurt Angle (30:00)                                                                             | geen                           | 2-2   | Raw Homecoming 3 oktober 2005 Dallas (Texas)         |
| VI  | John Cena versloeg Randy Orton (c) (60:00) (in een No countout, No Disqualification, Falls Count Anywhere match) | WWE Championship               | 6-5   | Bragging Rights 25 oktober 2009 Pittsburgh           |

### Total Nonstop Action Wrestling

#### TNA Against All Odds 2005
Tijdens de Against All Odds pay-per-view op 13 februari 2005, verdedigde A.J. Styles zijn TNA X Division Championship tegen "The Fallen Angel" Christopher Daniels in een Iron Man match. TNA gebruikte de 30-minuten-tijdslimiet voor Iron Man Matches. Het eindigde in een 1-1 gelijkspel (waarbij Styles won door een roll-up en Daniels scoorde na zijn Angel's Wings finisher). Christopher Daniels eiste van de toenmalige TNA Director of Authority Dusty Rhodes dat een Sudden Death toegekend werd. Slechts 90 seconden later won Styles met de Styles Clash om de titel te behouden.

#### TNA Bound For Glory 2005
Christopher Daniels en A.J. Styles ontmoetten elkaar opnieuw in een rematch van hun match van Against All Odds tijdens Bound For Glory in datzelfde jaar. A.J. Styles verdedigde opnieuw succesvol zijn X Division titel, door slechts een pinfall te scoren in de match slechts 2 seconden voor het einde.